# Consejo de Administración Legislativa
El Consejo de Administración Legislativa o CAL es el organismo regente de la Asamblea Nacional de Ecuador. La principal función de este organismo es constatar y calificar los proyectos de ley que posteriormente pasen a la Asamblea para ser tratados durante las sesiones del pleno.
Quien convoca a las sesiones del Consejo de Administración Legislativa es el presidente de este organismo.

## Composición
El Consejo de Administración Legislativa se compone de los siguientes miembros:
- Presidente
- Primer Vicepresidente
- Segundo Vicepresidente
- Cuatro vocales

## Miembros del CAL
Los miembros actualmente son los siguientes:
| Cargo                   | 2025-2027                 | 2025-2027                   | 2025-2027                 | 2025-2027                   |
| Cargo                   | Asambleísta               | Bancada                     | Partido                   | Período                     |
| ----------------------- | ------------------------- | --------------------------- | ------------------------- | --------------------------- |
| Presidencia             | Niels Olsen               | Acción Democrática Nacional | ADN                       | 14 de mayo de 2025-presente |
| Primera Vicepresidencia | Mishel Mancheno           | Acción Democrática Nacional | ADN                       | 14 de mayo de 2025-presente |
| Segunda Vicepresidencia | Carmen Tiupul             | Acción Democrática Nacional | ADN                       | 14 de mayo de 2025-presente |
| Primera Vocalía         | Sade Fritschi             | Acción Democrática Nacional | ADN                       | 14 de mayo de 2025-presente |
| Segunda Vocalía         | Samuel Célleri            | Acción Democrática Nacional | ADN                       | 14 de mayo de 2025-presente |
| Tercera Vocalía         | Mónica Salazar            | Acción Democrática Nacional | ADN                       | 14 de mayo de 2025-presente |
| Cuarta Vocalía          | Steven Ordóñez            | Acción Democrática Nacional | ADN                       | 14 de mayo de 2025-presente |
| Secretaría General      | Giovanni Bravo Rodríguez  | Giovanni Bravo Rodríguez    | Giovanni Bravo Rodríguez  | 14 de mayo de 2025-presente |
| Prosecretaría General   | Jorge Enrique López Terán | Jorge Enrique López Terán   | Jorge Enrique López Terán | 14 de mayo de 2025-presente |

## Historia
El Consejo ha estado conformado durante los tres períodos del poder legislativo desde sus inicios en 2008 por una mayoría oficialista. 
En 2017, el Consejo acogió una solicitud de juicio político al vicepresidente de ese entonces, Jorge Glas, por el pedido de 55 legisladores, que terminó siendo archivada tras la votación de sus miembros. Tras confirmarse la sentencia condenatoria a 6 años de reclusión menor ordinaria para el funcionario, el presidente del CAL, José Serrano, convocó finalmente al análisis dentro del organismo de la solicitud.